# Nanjikottai
Nanjikottai es una  ciudad censal situada en el distrito de Thanjavur en el estado de Tamil Nadu (India). Su población es de 32689 habitantes (2011). Se encuentra a 6 km de Thanjavur y a 40 km de Kumbakonam.

## Demografía
Según el censo de 2011 la población de Nanjikottai era de 32689 habitantes, de los cuales 16111 eran hombres y 16578 eran mujeres. Nanjikottai tiene una tasa media de alfabetización del 93,96%, superior a la media estatal del 80,09%: la alfabetización masculina es del 96,90%, y la alfabetización femenina del 91,12%.